# Musculus styloglossus

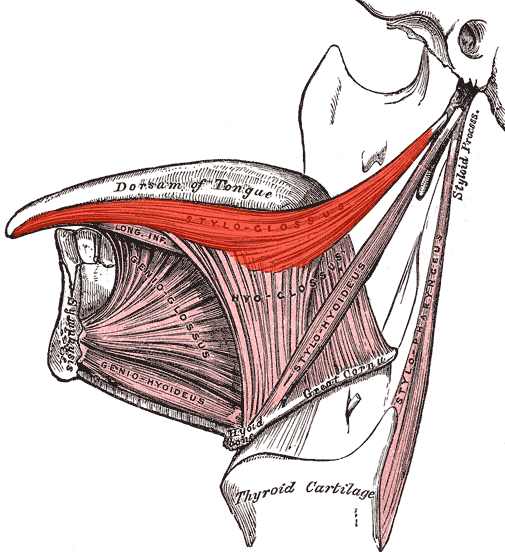
A nyelvet alkotó izmok (a vörös mutatja az izmot)

A musculus styloglossus a három styloid izom közül a legkisebb és legrövidebb (ez azt jelenti, hogy a processus styloideus ossis temporalis-ról ered).

## Eredés, tapadás, elhelyezkedés
A processus styloideus ossis temporalis-ról és a ligamentum stylomandibulare-ról ered. Az arteria carotis interna és az arteria carotis externa között fut. Egybe fut a musculis inferior lingualis-szal és aztán a nyelvvel.

## Funkció
Hátrahúzza a nyelvet.

## Beidegzés, vérellátás
A nervus hypoglossus idegzi be. Az arteria lingualis arteria sublingualis nevű ága látja el vérrel.

## Külső hivatkozások
- Kép
- Kép, leírás
- Fül-orr-gége